# Tomokazu Seki
Tomokazu Seki (関 智一, Seki Tomokazu, Kōtō, 8 de setembre de 1972) és un seiyū popular del Japó. Va treballar anteriorment a la Societat Cooperativa de Consum d'Actors de Tòquio (Haikyō). És president honorari d'Atomic Monkey, on està afiliat, i president de la companyia de teatre HeroHero Q. És professor especial al Japan Newart College.

## Perfil
- Tipus sanguini: AB
- Anime favorit: Getter Robo
- Seiyū favorit: Akira Kamiya
- D'acord amb el sisè volum de Genshiken, el construeix models, tals com Gunpla, i figures.

## Informació
Alguns dels seus papers més importants inclouen personatges de Gundam com Domon Kasshu i Yzak Joule, Kyo ohma, Toya Kinomoto, el germà major de Sakura Kinomoto en Cardcaptor Sakura, Van Fanel d'Escaflowne i Ken Hidaka de Weiss Kreuz juntament amb Takehito Koyasu, Hiro Iūki, i Shinichiro Miki.
Els seus papers més recents són Ryūki Shi en Saiunkoku Monogatari, i en Lucky Star com el recurrent personatge convidat, Meito Anisawa.
És considerat molt versàtil en la indústria i ha representat una àmplia varietat de personatges, que van del còmic al dramàtic. Molt seguit els personatges que interpreta tenen un costat menjat que fa joc amb la seua serietat, tals com Sagara Sousuke en la sèrie de Full Metall Panic!, Kenichi Shirahama en Shijou Saikyou no Deshi Kenichi, i Toji Suzuhara en Neon Genesis Evangelion.

## Filmografia

### Anime
Els papers importants estan ressaltats en negreta.
- Akihabara Dennogumi - Takashi Ryuugazaki a.k.a. Shooting Star
- Angelic Layer - Masaharu Ogata
- Bobobo-bo Bo-bobo - Giga
- Black Jack - Black Jack (adolescent)
- Burning Rangers - Lead Phoenix
- Buso Renkin - Moon Face, Hiwatari Sekima
- Captain Tsubasa J - Ken Wakashimazu
- Captain Tsubasa ROAD to 2002 - Tsubasa Ôzora (adult)
- Sakura, la caçadora de cartes - Toya Kinomoto
- Ceres, The Celestial Legend - Alexander O. Howell
- Chobits - Hirumo Shinbo
- Coyote Ragtime Show- Katana
- Devil May Cry - Vincent (episodi 2)
- Digimon Savers - Neon (episodi 8)
- Doraemon - Suneo
- Dragon Quest: The Adventure of Dai - Hadlar
- Fate/stay night - Gilgamesh
- Flame of Recca - Tsukishiro
- Fruits Basket - Kyo Sohma
- Full Metal Panic! - Sousuke Sagara
- Fushigi Yūgi - Chichiri, Kōji
- Futakoi Alternative - Rentarō Futaba
- Futari wa Pretty Cure - Mepple
- Gad Guard - Seikai
- Gankutsuou: The Count of Monte Cristo - Marquis Andrea Cavalcanti
- Gate Keepers - Reiji Kageyama
- Genshiken - Soichiro Tanaka
- Get Backers - Miroku Natsuhiko
- G Gundam - Domon Kasshu
- Gravitation - Shuichi Shindou
- Great Teacher Onizuka - Kunio Murai
- Gundam SEED - Yzak Joule
- Gundam SEED Destiny - Yzak Joule
- Gungrave - Brandon Heat Beyond the Grave
- Hajime no Ippo - Ichiro Miyata
- History's Strongest Disciple Kenichi - Kenichi Shirahama
- Hitsuji no Uta - Takashiro Kazuna
- Infinite Ryvius - Ikumi Oze
- Initial D - Keisuke Takahashi
- Kanon - Jun Kitagawa
- Kenran Butoh Sai - The Mars Daybreak - Graham Rivers
- Kikaider the Animation - Jiro/Kikaider
- Konjiki no Gash Bell!! - Aleshie
- Last Exile - Ethan
- Lucky Star - Meitō Anisawa
- Manmaru the Ninja Penguin - Tsunejiro
- Martian Successor Nadesico - Tsukuro Shiratori, Gai Daigoji
- Maze:The Mega-burst Space - Akira Ikagura/Maze (masculí)
- Meine Liebe - Eduard
- Monkey Typhoon - Sanzo
- Mononoke - Genyousai Yanagi
- Mobile Suit Victory Gundam - Tomache Massarik, Chris Royd
- My-HiME - Yuuichi Tate
- NANA - Nobuo Terashima
- Naruto - Sagi
- Neon Genesis Evangelion - Tōji Suzuhara
- New Mobile Report Gundam Wing - Meiser
- Nodame Cantabile - Shinichi Chiaki
- One Piece - Rob Lucci, Hattori
- Oruchuban Ebichu - Kaishounachi
- Pokémon - Kenji (Tracey Sketchit)
- Psycho-Pass - Shinya Kōgami
- Rave Master - Haru
- Saiunkoku Monogatari - Ryūki Shi
- Samurai Deeper Kyo - Shinrei
- Sly Cooper (Sly Cooper)
- Escaflowne - Van Fanel
- Tenjho Tenge - Masataka Takayanagi
- Tokyo Underground - Rumina Asagi
- Vandread: The Second Stage - Bart Garsus
- Viewtiful Joe - Joe
- Weiß Kreuz - Ken Hidaka
- Yakitate! Japan - Pierrot Bolneze
- Quedes detingut - Shōji Tōkarin

### OVA
- Akane Maniax - Jōji Gōda
- Amon: The Apocalypse of Devilman - Asuka Ryō, Satan
- Anime Tenchō - Anizawa Meitō
- Battle Arena Toshinden - Eiji Shinjō
- Eight Clouds Rising - Kuraki Fuzuchi; Manashi
- FAKE - Dee Laytner
- Fushigi Yūgi - Chichiri, Kōji
- Fushigi Yūgi Eikoden - Chichiri
- Gate Keepers 21 - Reiji Kageyama
- Genshiken - Soichiro Tanaka
- Getter Robo: Armageddon - Go
- Gravitation: Lyrics of Love - Shūichi Shindō
- Gundam Evolve - Domon Kasshu (Evolve 3)
- Harukanaru Toki no Naka de 2 ~Shiroki Ryū no Miko~ - Taira no Katsuzane
- Harukanaru Toki no Naka de ~Ajisai Yumegatari~ - Tenma Morimura
- Harukanaru Toki no Naka de ~Hachiyou Shō~ - Tenma Morimura
- High School Aurabuster - Kiba
- Hitsuji no Uta - Kazuna Takashiro
- Initial D: Battle Stage - Keisuke Takahashi
- Initial D: Battle Stage 2 - Keisuke Takahashi
- Kikaider - Kikaider/Jiro
- Kizuna - Toshi
- Kizuna: Much Ado About Nothing - Toshi
- Leave it to Kero! - Toya Kinomoto
- Maze - Maze (male)
- Mobile Suit Gundam Seed Destiny Final Plus: The Chosen Future - Yzak Joule
- Mobile Suit Gundam Seed Destiny Special Edition - Yzak Joule
- Natsuki Crisis - Keiji
- Psychic Force - Burn Grifith
- Rurouni Kenshin: Tsuiokuhen - Katsura Kogorō
- Vandread - Bart Garsus
- Quedes detingut - Shōji Tōkarin
- You're Under Arrest: No Mercy! - Shōji Tōkarin

### Cinema d'animació
- 2112: The Birth of Doraemon - Anunciador
- Aoki Densetsu Shoot! - Keigo Mahori
- Sakura, la caçadora de cartes: la pel·lícula - Toya Kinomoto
- Sakura, la caçadora de cartes: la carta segellada - Toya Kinomoto
- Doraemon: A Grandmother's Recollections - Young Suneo
- Doraemon: Nobita no Shin Makai Daibouken - Shichinin no Mahoutsukai - Suneo
- Doraemon: Nobita's South Sea Adventure - Mermaid
- Escaflowne - Van Fanel
- Evangelion: 1.0 You Are [Not] Alone - Tōji Suzuhara
- Harukanaru Toki no Naka de ~Maihitoyo~ - Tenma Morimura
- Initial D: Third Stage - Keisuke Takahashi
- Inuyasha, els sentiments que viuen més enllà del temps - Menōmaru
- Neon Genesis Evangelion: Death & Rebirth - Tōji Suzuhara, SEELE Member
  - Neon Genesis Evangelion: The End of Evangelion - Tōji Suzuhara
- Ocean Waves - Minarai
- One Piece: Chinjō Shima no Chopper Oukoku - President Snake
- Pikachu's Rescue Adventure - Kenji
- Pokemon 2000 - The Movie - Kenji
- Pokemon 3 - The Movie - Kenji
- Pokemon 4Ever - Kenji
- Pompoko - Tanuki Mascle B
- You're Under Arrest: The Movie - Shōji Tōkarin

### Drama CD
- Angel Sanctuary - Sandalphon
- Buso Renkin - Moon Face
- D.N.Angel Wink - Satoshi Hiwatari
- Dragon Knights - Rath Eryuser
- Everyday Everynight - Enohara Midato
- FAKE ~A Change of Heart~ - Dee Laytner
- Gaki/Kodomo no Ryoubun - Kayano Hiromi
- Haou Airen - Hakuron
- Juvenile Orion - Kusakabe Kaname
- Love Celeb - Ginzo Fujiwara
- Mekakushi no Kuni - Naitō Arō
- Rurouni Kenshin - Sagara Sanosuke
- Saiunkoku Monogatari - Ryūki Shi
- Samurai Deeper Kyo - Shinrei

### Ràdio
- Saiunkoku Monogatari - Ryūki Shi

### Videojocs
- Apocripha/0 - Sapphirus Hawthorne
- Atelier Lise ~Alchemist of Ordre~ - Client Marif
- Bleach Wii: Hakujin Kirameku Rondo - Arturo Plateado[3]
- Eternal Arcadia - Vyse
- Fate/tiger colosseum - Gilgamesh
- Initial D series - Takahashi Keisuke
- Invisible Sign series - Aizawa Shun
- Namco X Capcom - Black Bravoman
- Odin Sphere - Onyx
- Phantasy Star Universe - Ethan Waber
- Samurai Deeper Kyô- Shinrei
- Skies of Arcadia - Vyse
- Star Ocean EX - Ashton Anchors
- Tales of Destiny - Stahn Aileron
- The Vision of Escaflowne - Van Fanel
- Those Who Hunt Elves - Junpei
- Xenogears - Bart Fatima
- Xenosaga - Virgil

### Live-action movies
- X/1999 - Kamui Shirō

### Doblatge japonès
- High School Musical - Chad Danforth
- The Chronicles of Narnia: The Lion, the Witch and the Wardrobe - Mr. Tumnus the Faun
- Flags of Our Fathers - Rene Gagnon
- My Sassy Girl - Gyeon-woo
- Lords of Dogtown - Jay

### Tokusatsu
- Chouriki Sentai Ohranger - Prince Buldont
- Denji Sentai Megaranger - Bididebi
- Kamen Rider Kabuto: Hyper Battle Video - Kabuto Zector (veu)
- Kamen Rider Den-O - Anthopper Imagin Kirigiris